# Sehzeichen

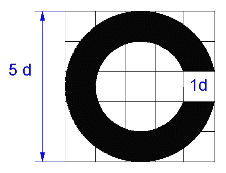
Landoltring

Snellen-Haken

Sehprobentafel mit Buchstaben

Sehzeichen, auch Optotypen genannt, sind Buchstaben, Zahlen, Bilder oder Symbole, die der Ermittlung der Sehschärfe (Visus) dienen, unter anderem mittels von Hermann Snellen, A. Nieden und anderen entwickelten Leseproben. Die Strichstärke (1/5 der Typengröße) der Sehzeichen ist so bemessen, dass sie in der für Sehschärfe 1 vorgesehenen Reihe dem Auge unter einem Winkel von 1 Bogenminute erscheint. Als genormtes DIN-Sehzeichen gilt der Landoltring. Weitere Sehzeichen sind der Snellen-Haken, der häufig für die Untersuchung von Kindern verwendet wird, und die Sehprobentafeln. Zudem wird bei Prüfungen des Nahvisus häufig eine Texttafel mit Fließtext unterschiedlicher Schriftgrößen verwendet, zum Beispiel die sogenannte Nieden-Leseprobe.

## Einzel- und Reihenoptotypen
Sehzeichen, die eng nebeneinander stehen, können weniger gut erkannt werden, da dicht benachbarte Konturen das Auflösungsvermögen beeinträchtigen, was zu so genannten Trennschwierigkeiten oder Crowding führt. Dies kann bei Reihenoptotypen eine Verschlechterung von bis zu einer Visusstufe ausmachen. Bei Amblyopie, Nystagmus oder ungenügend korrigierten Ametropien können die Unterschiede zwischen Reihen- und Einzeloptotypen sogar ganz erhebliche Auswirkungen haben. Bei Landoltringen ist deshalb ab einer Sehschärfe von 0,32 und für alle größeren Sehzeichen ein Mindestabstand der Optotypen zueinander vorgeschrieben, der größer als 35 Winkelminuten sein soll. Diese Entfernung liegt außerhalb der Zone von Konturinteraktionen. Bei kleineren Sehzeichen ab einem Visus von 0,4 wird jedoch lediglich der zweifache Durchmesser des Landoltrings als Abstand der Sehzeichen untereinander gefordert. Damit geraten sie in die Interaktionszone. Aus diesem Grunde wurden für klinische Untersuchungen spezielle Tests mit Landoltringen (C-Test) entwickelt, die eine klare Trennung zwischen Einzel- und Reihensehzeichen aufweisen. Hierbei sind bei den Einzeloptotypen alle Sehzeichen durch alle Visusstufen hindurch mindestens 35 Winkelminuten voneinander entfernt. Bei den Reihenoptotypen beträgt der Abstand durch alle Visusstufen hindurch exakt 2,6 Winkelminuten. Die Prüfdistanz liegt in beiden Fällen bei 40 cm.